# Clypeobarbus bellcrossi
Clypeobarbus bellcrossi es una especie de peces de la familia Cyprinidae, orden Cypriniformes.
Son peces dulceacuícolas del curso superior del río Zambeze que pueden llegar alcanzar los 9 cm de longitud total.